# Schottische Badmintonmeisterschaft 1950
Die Schottische Badmintonmeisterschaft 1950 fand in Edinburgh statt. Es war die 29. Austragung der nationalen Meisterschaften von Schottland im Badminton.	

## Titelträger
| Disziplin    | Sieger                              |
| ------------ | ----------------------------------- |
| Herreneinzel | Alastair McIntyre                   |
| Dameneinzel  | Nancy Horner                        |
| Herrendoppel | James C. Mackay Edward W. Wilson    |
| Damendoppel  | Elizabeth Armstrong E. W. Greenwood |
| Mixed        | J. S. Millar Elizabeth Armstrong    |